# 7460 Julienicoles
7460 Julienicoles este un asteroid din centura principală, descoperit pe 9 mai 1984, de James Gibson.